# Николо Албергати-Лудовизи
Николò Албергати-Лудовизи (на италиански: Niccolò Albergati-Ludovisi; на латински: Nicolaus Albergati-Ludovisi) е италиански кардинал, архиепископ на Болоня. Братовчед е на Лудовико Лудовизи . 
На 6 февруари 1645 г. е назначен за архиепископ на Болоня и месец по-късно (6 март 1645) е издигнат в кардинал от папа Инокентий X. Служи като кардинал-дякон в базиликата Сант Агостино и Санта Мария дели Анджели дей Мартири. През 1683 г. е назначен за декан на Колегията на кардиналите. Държи тази позиция до смъртта си през 1687 г. Между 1658 и 1659 г. е кардинал-камерлинг на Светия съвет на кардиналите.